# UFC on ESPN: dos Anjos vs. Fiziev
UFC on ESPN: dos Anjos vs. Fiziev（ユーエフシー・オン・イーエスピーエヌ：ドス・アンジョス・バーサス・フィジエフ、別名UFC on ESPN 39）は、アメリカ合衆国の総合格闘技団体「UFC」の大会の一つ。2022年7月9日、ネバダ州ラスベガスのUFC APEXで開催された。

## 大会概要
本大会はハファエル・ドス・アンジョスとラファエル・フィジエフのライト級戦が組まれた。

## 試合結果

### プレリミナリーカード
第1試合 バンタム級 5分3R
○  サイードヨクブ・カフラモノフ vs.  ロニー・ローレンス ×
3R終了 判定3-0（30-26、30-27、30-27）
第2試合 ライトヘビー級 5分3R
○  ケネディ・エンジーチュクー vs.  カール・ロバーソン ×
3R 2:19 TKO（グラウンドの肘打ち連打）
第3試合 フェザー級 5分3R
○  デビッド・オナマ vs.  ギャレット・アームフィールド ×
2R 3:13 肩固め
第4試合 女子フライ級 5分3R
○  アントニーナ・シェフチェンコ vs.  コートニー・ケイシー ×
3R終了 判定2-1（29-28、28-29、29-28）
第5試合 ミドル級 5分3R
○  コーディ・ブランデージ vs.  トレーシアン・ゴア ×
1R 3:50 KO（右フック→パウンド）

### メインカード
第6試合 ライト級 5分3R
○  ジェイミー・ムラーキー vs.  マイケル・ジョンソン ×
3R終了 判定2-1（28-29、29-28、29-28）
第7試合 バンタム級 5分3R
○  アイマン・ザハビ vs.  リッキー・トゥルシオス ×
3R終了 判定3-0（29-28、29-28、29-28）
第8試合 ヘビー級 5分3R
○  チェイス・シャーマン vs.  ジャレッド・バンデラ ×
3R 3:10 KO（スタンドパンチ連打）
第9試合 バンタム級 5分3R
○  サイード・ヌルマゴメドフ vs.  ダグラス・シウバ・ジ・アンドラージ ×
3R終了 判定3-0（30-27、29-28、29-28）
第10試合 ミドル級 5分3R
○  カイオ・ボハーリョ vs.  アルメン・ペトロシアン ×
3R終了 判定3-0（30-27、30-27、29-28）
第11試合 ライト級 5分5R
○  ラファエル・フィジエフ vs.  ハファエル・ドス・アンジョス ×
5R 0:18 KO（左フック→パウンド）

### 各賞
ファイト・オブ・ザ・ナイト：ジェイミー・ムラーキー vs. マイケル・ジョンソン
パフォーマンス・オブ・ザ・ナイト：ラファエル・フィジエフ、チェイス・シャーマン
各選手にはボーナスとして5万ドルが授与された。

### カード変更
負傷などによるカードの変更は以下の通り。